# Vincent Sierro
Vincent Sierro (Sion, 8 de octubre de 1995) es un futbolista suizo que juega de centrocampista en el Al-Shabab Club de la Liga Profesional Saudí.

## Selección nacional
El 26 de marzo de 2024 hizo su debut con la selección de Suiza en un amistoso ante Irlanda que ganaron por cero a uno.

### Participaciones en Eurocopas
| Copa          | Sede     | Resultado        | Partidos | Goles |
| ------------- | -------- | ---------------- | -------- | ----- |
| Eurocopa 2024 | Alemania | Cuartos de final | 4        | 0     |

## Clubes
| Club                      | País           | Año       |
| ------------------------- | -------------- | --------- |
| F. C. Sion                | Suiza          | 2015-2017 |
| S. C. Friburgo            | Alemania       | 2017-2019 |
| F. C. St. Gallen (cedido) | Suiza          | 2018-2019 |
| B. S. C. Young Boys       | Suiza          | 2019-2023 |
| Toulouse F. C.            | Francia        | 2023-2025 |
| Al-Shabab Club            | Arabia Saudita | 2025-     |

## Palmarés

### Títulos nacionales
| Título             | Club                | País    | Año  |
| ------------------ | ------------------- | ------- | ---- |
| Superliga de Suiza | B. S. C. Young Boys | Suiza   | 2020 |
| Copa de Suiza      | B. S. C. Young Boys | Suiza   | 2020 |
| Superliga de Suiza | B. S. C. Young Boys | Suiza   | 2021 |
| Copa de Francia    | Toulouse F. C.      | Francia | 2023 |